# گلدره علیا (ملایر)
گلدره علیا (ملایر)، روستایی از توابع بخش مرکزی شهرستان ملایر در استان همدان ایران است.

## جمعیت
این روستا در دهستان حرم‌رود علیا قرار دارد و براساس سرشماری مرکز آمار ایران در سال ۱۳۸۵، جمعیت آن زیر سه خانوار بوده‌است.

## اشخاص مرتبط با این روستا
سهراب نوروزی گلدره وکیل پایه یک دادگستری